# ゴースト・オブ・クリスマス
ゴースト・オブ・クリスマス (英: Ghost of Christmas)は、日本の作曲家、藤倉大が2017年に作曲した管弦楽曲である。演奏時間は約5分。

## 作曲の経緯
作品はイル・ド・フランス国立管弦楽団とのコンポーザ・イン・レジデンスの一環として制作された。作品はディキンズの小説「クリスマス・キャロル」を題材にしている。

## 初演
世界初演は2017年12月8日に、エンリケ・マッツォーラの指揮、イル・ド・フランス国立管弦楽団の演奏によって初演された。
日本初演は2020年12月5日に、田中祐子の指揮、中部フィルハーモニー交響楽団の演奏によって初演された。2021年09月22日ソニー・ミュージックレーベルズからリリースされた2枚組アルバム「グローリアス・クラウズ」SICX-10012～SICX-10013に収録されている。

## 編成
フルート2、オーボエ2、クラリネット2、ファゴット2、ホルン2、トランペット2、パーカッション、弦楽合奏